# 露西 (電影)
是一部於2014年上映法國科幻動作片，由吕克·贝松执导監製，史嘉蕾·喬韓森、摩根·弗里曼領銜主演，以法國與臺灣作為主場景。2015年由官方宣佈將有續集拍攝的計劃。

## 前言
1974年英國人類學學者在衣索比亞的阿法地區考古，挖掘到一個相當完整的古人類化石，頸部以下幾乎和現代人的構造完全相同，已可直立行走，根據骨盆開口寛度認為是雌性，後定名為阿法南猿（又稱阿法猿人）。因學者挖掘此化石時正在聽披頭士的名曲《Lucy In The Sky With Diamonds》，故稱「露西（Lucy）」。
這首歌名的字首是「LSD」，有迷幻藥的暗示。吕克·贝松把片名取為《超体》（Lucy），是想與故事做連結：從人類始祖的猿人到透過藥物科技「進化」的超智人。

## 剧情
露西（史嘉蕾·喬韓森飾演）是一個25歲的美國女子，居住於臺北市，被男友理查脅迫運送公事包給韓國黑幫老大張先生。張先生將她綁架，並以她的身體當成工具來運送神秘的合成藥品，她在抵抗之中被毆打，意外的吸收部分益智药CPH4（某種生物酶，類似四氢生物蝶呤），致使獲得增強的大腦能力（超感受力、心電感應、隔空取物、心理時間旅行），而她可以選擇不感到疼痛或其他不適。此情节基于一个被普遍传播的大脑的百分之十神话。露西前往三軍總醫院，從她的腹部取出毒品；後來露西返回晶華酒店，襲擊了張先生和他的保鏢們，控制身體電流強行讀取張先生的記憶，從他的腦海中找到持有藥物的另外三人的位置——巴黎、柏林和羅馬。
露西回到她的公寓，開始研究她的身體狀況和聯繫一位知名的科學家兼醫生塞繆爾·諾曼教授（摩根·弗里曼飾演），諾曼教授的研究可能是挽救她的關鍵。之後，露西提供她超腦力的證明，並飛往巴黎，要求當地警察隊長皮耶戴爾·里奧幫助。在機上，露西的細胞開始瓦解，而需依靠更多的CPH4。她的力量持續増大，讓她能夠心念力癱瘓武裝警察和來自韓國的販毒黑幫，並趕緊找諾曼教授分享一切。她現在明白，生命存在的主要重點是傳授知識。此時，張老大和他的暴徒搶奪藥物，和法國警察爆發激烈槍戰。
在諾曼教授的實驗室裏，露西講述時間和生活的本質以及人們對於人性扭曲的看法。在露西的催促下，她靜脈注射所有的藥物，共計三袋半CPH4，身體開始溶解延伸黑色物質，吸取電腦及其他物體。並轉化這些物件，下一代超級電腦將包含她對宇宙與生命的深入瞭解。然後，露西穿越時空，最終來到被暗示出是她的人類最早祖先，還碰觸猿人指尖，傳達生命文明。與此同時，張先生的手下以反坦克火箭筒摧毀大門，入內用手槍對著露西的後腦勺，企圖殺了她。張先生開槍了，但子彈射出的瞬間，露西的腦用量達到100％，消失在時空連續體裏。露西解釋，一切的關聯和存在，僅能通過時間來證明。
露西消失只剩衣物和怪異的黑色物體留了下來。里奧趕到實驗室，快速地擊斃張先生。諾曼教授這時看見，拿起由露西的身體創造的超級電腦裡頭的一體式隨身碟，隨後黑色物質化為塵埃消失。里奧詢問諾曼教授，到底露西何去何從，里奧的手機隨即收到一條簡訊：“我無所不在。”

## 演员
- 史嘉蕾·喬韓森 - 露西
- 摩根·弗里曼 - 諾曼教授
- 阿瑪·威克 - 皮埃爾·里奧
- 皮魯·艾斯貝克 - 理查
- 安娜莉·提普頓- 凱洛琳
- 崔岷植 - 張先生
- 邢峰 - 計程車司機
- 徐灝翔- 計程車司機
- 李淳 - 晶華酒店門房小弟[13]
- 林暐恆（阿Ken）- 晶華酒店（櫃台）服務人員
- 高靖榕 - 新聞主播
- 林辰唏 - 新聞主播
- 王樂妍 - 新聞主播
- Claire Tran -
- Christophe Tek - 王老大
- TSENG SHENG EN - 保鑣

## 製作

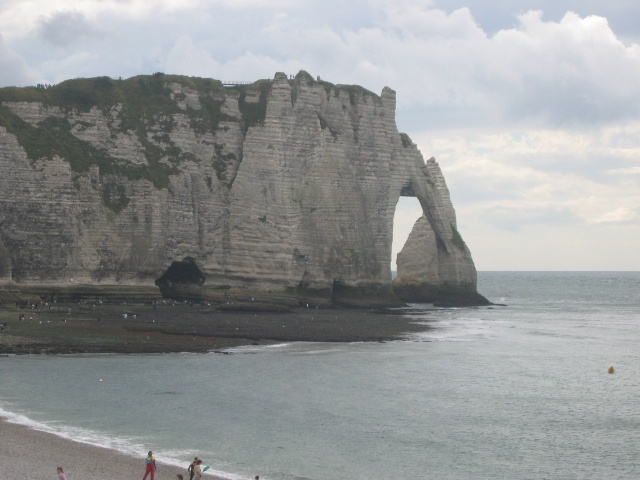
電影取景之一，法國北部埃特勒塔Porte d'Aval，與英國隔英吉利海峡相望

2013年10月，吕克·贝松率領劇組與女主角史嘉蕾·喬韓森來臺灣拍攝，由台北市電影委員會負責台北市區之場地拍攝協調。臺灣場景包括桃園機場、臺北101、晶華酒店、臺北市永樂市場三樓、Club Myst、三軍總醫院汀州院區、臺北市和平東路與敦化南路之通行地下道路皆全數入鏡。另外，也來巴黎拍攝，包括戴高樂機場、羅浮宮、凱旋門、艾菲爾鐵塔、協和廣場和索邦大學。其中，也出現好幾個城市，像紐約的時代廣場和柏林、羅馬的菲烏米奇諾國際機場和電影中短片的杜拜。
2014年9月23日，該片演員邢峰表示，該片原本將在艋舺龍山寺附近拍攝飆車戲，欲以台灣計程車重現《終極殺陣》飆計程車的片段，但由於大量媒體的圍堵拍攝而作罷。

## 宣傳
在臺灣，《超体》於2014年8月20日上映，盧·貝松特別計劃8月18日再次回到臺灣進行為期兩天宣傳行程。8月18日，盧·貝松訪臺宣傳時說，這次他再度訪臺就像回家，臺灣演員非常專業。10月22日，《超体》在北京举办了中国首映礼，导演吕克·贝松和演员摩根·弗里曼出席，李冰冰自称“粉丝”前来助阵。

## 评价
烂番茄网站新鲜度67%，基於209條評論，平均分為6.1/10，Metacritic上45家媒体平均分61分，IMDb得分為6.4（滿分10分），收穫普遍好評。電影被《时代杂志》评为年度十大佳片第四名。
《今日美国》给75分：影片选择史嘉蕾·喬韓森来扮演一位快速进化的强大英雄是个完美的选择，作为时髦的动作片显得既炫目又荒唐。
《卫报》给60分：电影的结尾部分变得彻底的混乱不堪，但是在某种程度上讲这种愚蠢又有几分魅力。
《芝加哥论坛报》给50分：当一切都变得有可能，就没什么能让人感到急迫或者具有戏剧性，电影也转变为数码特效和大量杀戮戏份的混合物。
网易影评：“吕克·贝松没有让影片向着超级英雌片的方向走，让露西变成一个开了外挂的杀人机器，而是借由露西的头脑开始了自己对于人类和物种起源的思考。生命从哪里来？生命已经进化到何种程度？人类的大脑一旦100%被开发会怎样？吕克·贝松透露，这个命题在他头脑中酝酿了十年之久，而《超体》就是他给出的答案。吕克·贝松拍摄这部电影蕴藏的野心与思考不亚于拍摄《2001太空漫游》时的库布里克和拍摄《黑客帝国》时的沃卓斯基兄弟。但是吕克·贝松的局限在于，他没能脱离掉商业片的外壳，甚至过分依赖于商业片的表现手法，在影片中构建的理论也显得不够自信和完善。”

## 票房
北美方面，首周末獲得4389万美元列榜首，成为盧·贝松导演职业生涯最佳首映成绩。次周末獲得1828万居亚军。
台灣方面，首日票房為新台幣3800萬元；首週五天票房為新台幣1.85億元；次週票房累計至新台幣3.08億元；第三週票房累計至新台幣3.5億元；第四週票房累計至新台幣3.66億元；最終全台票房為新台幣3.8億元。
中国大陆方面，首周三天收1.27亿人民币列第一，次周收1亿居亚军，第三周收3750万居第四位，最终累计2.74亿。
| 上一届： 《》             | 2014年美國週末票房冠軍 第30周        | 下一届： 《》                   |
| 上一届： 《等一個人咖啡》 | 2014年臺北週末票房冠軍 第34-36周     | 下一届： 《移動迷宮》           |
| 上一届： 《等一個人咖啡》 | 2014年臺灣週末電影票房冠軍 第34-36周 | 下一届： 《移動迷宮》           |
| 上一届： 《银河护卫队》   | 2014年中国内地一周票房冠军 第43周    | 下一届： 《忍者神龜：变种时代》 |

## 其它媒体发行
DVD和蓝光光盘于2014年12月6日发售。

## 外部連結
- 互联网电影数据库（IMDb）上《露西》的资料（英文）
- 露西 (電影) 在雅虎電影的上映資訊頁面（英文）
- 爛番茄上《露西》的資料（英文）
- AllMovie上《露西》的资料（英文）
- Box Office Mojo上《露西》的資料（英文）
- Metacritic上《露西》的資料（英文）
- 開眼電影網上《露西》的資料（繁體中文）
- 时光网上《露西》的資料（简体中文）
- 豆瓣电影上《露西》的資料 （简体中文）